# Ircinia tristis
Ircinia tristis är en svampdjursart som först beskrevs av Duchassaing och Giovanni Michelotti 1864.  Ircinia tristis ingår i släktet Ircinia och familjen Irciniidae. Inga underarter finns listade i Catalogue of Life.